# Cryptophagus corticinus
Cryptophagus corticinus är en skalbaggsart som beskrevs av Thomson 1863. Cryptophagus corticinus ingår i släktet Cryptophagus, och familjen fuktbaggar. Arten är reproducerande i Sverige.